# Zbór Kościoła Adwentystów Dnia Siódmego w Chojnicach
Zbór Kościoła Adwentystów Dnia Siódmego w Chojnicach – zbór adwentystyczny w Chojnicach, należący do okręgu pomorskiego diecezji zachodniej Kościoła Adwentystów Dnia Siódmego w RP.
Pastorem zboru jest kazn. Jacek Igła, natomiast starszym – Janusz Danek.